# Nikaragvanski kreolski engleski
Nikaragvanski kreolski engleski (ISO 639-3: bzk), jezik kojim se služe kreoli Nikaragve u području zaljeva Bluefields, otoka Rama Cay, Pearl Lagoone, rijeke Prinzapolka, Puerto Cabezasa, i otočja Corn.
Ima dva dijalekta nazvana prema lokalitetima rama cay kreolski engleski i Bluefields kreolski engleski. Prvi je jezik kreola i većine Garifuna, a kao drugim jezikom njime se služe i Mískito Indijanci i Nikaragvanci.
30 000 govornika (1986 Carrier Pidgin); 625 rama cay kreolskim (Holm 1989).

## Vanjske poveznice
- Ethnologue (14th)
- Ethnologue (15th)